# ایناگه شیگه‌ناری
ایناگه شیگه‌ناری (به ژاپنی: 稲毛 重成 いなげ しげなり)، تولد نامشخص - مرگ ۱۱ اوت ۱۲۰۵- سامورایی و گوکه‌نین در اواخر دوره هی‌آن و اوایل دوره کاماکورا بود. پسرعموی هاتاکه‌یاما شیگه‌تادا بود. همسر او ایناگه نو نیوبو ja:稲毛女房 دختر هوجو توکیماسا بود.
همسر او ایناگه نو نیوبو یک پسر و یک دختر به دنیا آورد. هنگامی که او از بیماری رنج می‌برد و در وضعیت بدی قرار داشت، شوهرش که با میناموتو نو یوریتومو در آئوناگا، ولایت مین و بود، در ۵ اوت ۱۱۹۵ از وضعیت او مطلع شد. هنگامی که یوریتومو اسبی به شیگه‌ناری داد، او با آن اسب نزد همسرش برگشت. همسر او وی در ۱۰ اوت ۱۱۹۵ در ولایت موساشی درگذشت.
در سال ۱۱۹۸، شیگناری برای همسر فقید خود پلی بر روی رود ساگامی ساخت، اما یوریتومو که در مراسم یادبود تکمیل این پل شرکت کرده بود، در راه خانه از اسب خود سقوط کرد و بلافاصله پس از آن مرد.
در ۱۰ ژوئیهٔ سال ۱۲۰۵ (روز ۲۲ از ماه ششم تقویم ژاپنی)، شورش هاتاکه‌یاما شیگه‌تادا آغاز شد و خاندان پسر عموی او هاتاکه‌یاما شیگه‌تادا توسط توطئه‌های هوجو توکیماسا تحت فشار قرار داشت. با این وجود گفته می‌شود که او به میل خود به دروغ علیه هاتاکه‌یاما شیگه‌تادا صحبت کرد و روز بعد، در روز ۱۱ ژوئیه، میئورا یوشیمورا برادر کوچکترش هیاتانی شیگه‌تومو، فرزندانش تارو شیگتسو و جیرو هیده‌شیگه را به قتل رساند و ایناگه شیگه‌ناری توسط اوکودو یوکیموتو به قتل رسید. پسرش اوزاوا شیگه‌ماسا توسط اوسامی یومورا کشته شد.